# Київка (Татарський район)
Київка (рос. Киевка) — село в Татарському районі Новосибірської області Російської Федерації з населенням 683 жителі (2010). Адміністративний центр Київської сільської ради.

## Географія
Площа села — 377 гектарів.

## Населення
За даними Всеросійської перепису, в 2010 році у селі проживало 683 особи, а в 2002 році — на 5,3 % більше — 719 жителів.
| 2002 | 2007 | 2010 |
| ---- | ---- | ---- |
| 717  | ↘708 | ↘685 |

## Відомі уродженці
Альошин Олексій Семенович [Архівовано 4 Серпня 2016 у Wayback Machine.] — Заслужений винахідник УРСР. Нагороджений орденами Трудового Червоного Прапора, «Знак Пошани», медалями.
У 1950—1981 рр .. — на ВАТ «Пермські мотори»: в 1959—1981 рр .. — головний металург.

## Інфраструктура
У селі за даними на 2007 рік функціонують один заклад охорони здоров'я та два заклади освіти.